# Атсе Баеда Мар'ям
Атсе Баеда Мар'ям — був проголошений негусом (1787–1788) Ефіопії у провінції Тиграй та Годжамі за сприяння деджазмача Волде Габріеля, що був противником раса Алі Бегемдерського.